# Calvos (Calvos de Randín)
Calvos (llamada oficialmente Santiago de Calvos) es una parroquia y un lugar español del municipio de Calvos de Randín, en la provincia de Orense, Galicia.

## Organización territorial
La parroquia está formada por tres entidades de población, constando una de ellas en el nomenclátor del Instituto Nacional de Estadística español:
- Calvos
- Nogueiras
- Outeiro

## Demografía
Gráfica demográfica del lugar y parroquia de Calvos según el INE español:
| Gráfica de evolución demográfica de Calvos entre 2000 y 2022 |
|                                                              |
| Datos según el nomenclátor publicado por el INE.             |